# 凤凰街道 (宜春市)
凤凰街道，是中华人民共和国江西省宜春市袁州区下辖的一个乡镇级行政单位。

## 行政区划
凤凰街道下辖以下地区：
滩下社区、黄颇社区、凤凰社区、柒家岭社区、岐山社区和林桥社区。